# Ecaterina Stahl-Iencic
Ecaterina Stahl-Iencic (węg. Katalin Jencsik, ur. 31 lipca 1946 w Satu Mare, zm. 26 listopada 2009) – rumuńska florecistka, dwukrotna medalistka olimpijska i wielokrotna medalistka mistrzostw świata.
Na igrzyskach olimpijskich w Tokio w 1964 roku była piąta w zawodach drużynowych. Na rozgrywanych cztery lata później igrzyskach olimpijskich w Meksyku reprezentacja Rumunii w składzie: Ecaterina Stahl-Iencic, Ileana Drîmbă, Olga Szabó-Orbán, Ana Ene i Maria Vicol zdobyła drużynowo brązowy medal. Indywidualnie była dziewiąta. Kolejny medal zdobyła podczas igrzysk olimpijskich w Monachium w 1972, wspólnie z Ileaną Gyulai-Drîmbą, Olgą Szabó-Orbán i Aną Ene-Pascu ponownie zajmując trzecie miejsce w zawodach w zawodach drużynowych. W 1976 roku, na igrzyskach olimpijskich w Montrealu była siódma drużynowo i indywidualnie. Brała też udział w igrzyskach olimpijskich w Moskwie w 1980 roku, gdzie była czwarta w turnieju indywidualnym, w rundzie finałowej wygrała dwie z pięciu walk, przegrywając rywalizację o medal z Polką Barbarą Wysoczańską. Zajęła tam także dziewiąte miejsce w zawodach drużynowych.
Podczas mistrzostw świata w Paryżu w 1965 roku wspólnie z Ileaną Gyulai-Drîmbą, Olgą Szabó-Orbán, Suzaną Tași i Marią Vicol zajęła drugie miejsce w turnieju drużynowym. W tej samej konkurencji zdobyła także srebrny medal na mistrzostwach świata w Ankarze (1970) oraz brązowe na mistrzostwach świata w Montrealu (1967), mistrzostwach świata w Göteborgu (1973), mistrzostwach świata w Grenoble (1974), mistrzostwach świata w Budapeszcie (1975) i mistrzostwach świata w Buenos Aires (1977). Ponadto wywalczyła również złoty medal indywidualnie na MŚ 1975, wyprzedzając Olga Kniaziewa z ZSRR i Węgierkę Ildikó Bóbis.
Po zakończeniu kariery pracowała jako trenerka w Satu Mare. Odznaczona Orderem Wiernej Służby III klasy w 2000 roku.
jej córka, Cristina Stahl, także była olimpijką.